# Calore Irpino
Il Calore Irpino o Beneventano (per distinguerlo dall'altro omonimo Calore Lucano, affluente del Sele) è un fiume della Campania lungo 108 km, principale affluente del fiume Volturno, nel quale confluisce in sinistra idrografica.
Nasce dal monte Accellica, nel territorio del comune di Montella, all'interno del parco regionale dei Monti Picentini, prosegue verso nord fino a Castelfranci, dove devia verso nord-ovest raggiungendo Taurasi, si dirige poi di nuovo verso nord fino ad Apice, dove riceve le acque dell'Ufita. Dalla confluenza con questo fiume prosegue ad ovest con un percorso ricco di anse che prima attraversa Benevento e poi scavalca verso nord-ovest il Camposauro, dopo il quale segna, nella parte finale del suo corso, la pianura della valle Telesina fino alla confluenza nel Volturno, nel comune di Amorosi.

## Geografia fisica
Il percorso viene solitamente suddiviso in alto, medio e basso Calore, che individuano valli e territori con caratteristiche geografiche, geologiche, idrografiche, amministrative, e culturali relativamente diverse. Benché ci sia una concordanza sul vedere la confluenza dell'Ufita come punto di passaggio convenzionale tra alto e medio Calore, la stessa concordanza manca su quale sia il punto in cui inizia il basso calore, se sia la confluenza della Jenca o il passaggio (pochi chilometri più avanti) attraverso le modeste gole di Ponte, che segnano il definitivo volgersi a ovest del corso fluviale.

### Le sorgenti e l'alta valle del Calore
Nasce nel comune di Montella, dal colle Finestra (900 m s.l.m.) del Monte Accellica (1660 m s.l.m.), cima più meridionale del gruppo del Terminio-Tuoro, che costituisce la parte occidentale del massiccio dei monti Picentini.
Ricco d'acque fin dalla sorgente, scorre nel suo tratto iniziale dirigendosi verso nord e bagnando i centri di Montella, Cassano Irpino, Castelfranci, Montemarano, Castelvetere sul Calore, Luogosano, Paternopoli (dove riceve da destra il torrente Fredane), Taurasi, Lapio, Montemiletto, Mirabella Eclano (presso la località Calore), Torre le Nocelle e Venticano (all'altezza delle frazioni Calore e Castel del Lago), entrando così in provincia di Benevento presso il cosiddetto Ponte Rotto. Qui lascia sulla sinistra San Giorgio del Sannio, bagna il centro abitato di Apice e presso la stazione ferroviaria di quest'ultimo volge a ovest dopo aver ricevuto da destra il fiume Ufita.

### La media valle del Calore e Benevento
Correndo fra i colli di Paduli a nord e quelli di Apice a sud, riceve da destra il Tammaro presso Ponte Valentino, all'altezza della stazione di Paduli sul Calore.
Più a valle il fiume raggiunge la città di Benevento: qui riceve da sinistra il torrente San Nicola, ancora da sinistra il fiume Sabato e ancora oltre il torrente Corvo.
Sotto Castelpoto il fiume volge per poco a nord, ricevendo da sinistra il torrente Jenga.

### La valle Telesina
Presso il paese di Ponte il Calore si dirige nuovamente verso ovest, dove si distende in un fondovalle di pianura, soprattutto sulla sponda destra, essendo limitata a sinistra dal massiccio del Camposauro. Ricevendo da destra i torrenti Alenta e Janare (quest'ultimo nasce dalle propaggini a nord-ovest del monte Ciesco a 833 m s.l.m.). Quindi oltrepassa Solopaca e Telese Terme per arrivare infine nel territorio di Amorosi, ma in prossimità del centro di Castel Campagnano, dove si versa nel Volturno.

### Il bacino
Le caratteristiche geolitologiche dei Picentini (costituiti da calcari, calcari detritici e dolomitici, già rocce con un'elevata permeabilità, ancor più accentuata da fenomeni carsici molto evoluti), unite alla distanza della catena montuosa appenninica dalla foce, rendono i bacini del versante tirrenico centro-meridionale, tra cui quelli del Volturno e del Calore, abbastanza ampi, soprattutto rispetto a quelli ionici ed adriatici.

## Origini del nome
Il fiume avrebbe la caratteristica, nel passaggio in territorio beneventano, di acquisire una temperatura più alta rispetto agli affluenti Tammaro e Sabato, il che ha portato in passato alla tradizione di fare il bagno nelle sue acque, ritenute secondo credenza popolare benefiche per i reumatismi; questa stessa credenza ha portato a spiegare popolarmente l'idronimo con la temperatura più alta delle acque.
La reale etimologia sembra legata alla radice indoeuropea *kel- nella variante *kal- o forse *kwal-, con il significato di "macchiato", "sporco" nel senso lato di "fangoso" (radice che è stata erroneamente interpretata da studiosi locali nella prima metà del Seicento e a cavallo tra Ottocento e Novecento come legata al significato di "scorrere", "fluire"), poi passato in latino, forse attraverso il greco κάω, come calor e in italiano come calore.

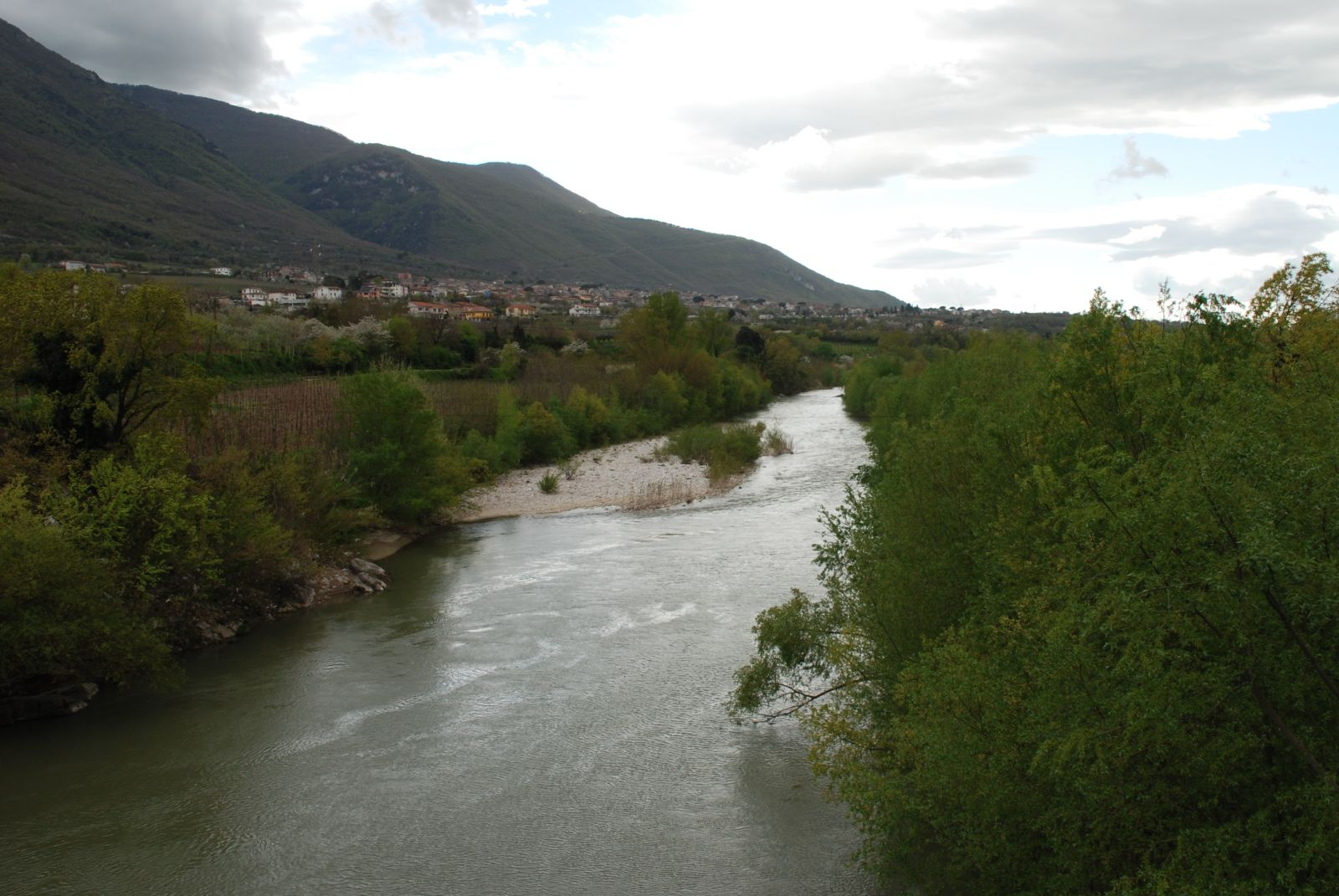
Il fiume a Solopaca.

## Storia
Il fiume viene citato da diversi autori antichi (Tito Livio, Vibio Sequestre, Appiano (che lo trascrive in greco come "Alor").
La valle del Calore Irpino, nel tratto compreso tra la piana di Apice, dove tocca i comuni di Venticano e di Mirabella Eclano, e quella di Telese, a causa della sua posizione di sbocco di gran parte delle vie di comunicazione tra Puglia, Campania, Irpinia e Molise, fu in passato teatro di importanti eventi bellici:
- battaglia di Benevento del 275 a.C., quando Pirro vi fu battuto dal console Manio Curio Dentato[15];
- durante la seconda guerra punica, Tiberio Sempronio Gracco vi sconfisse il generale cartaginese Annone (214 a.C.) e nel 210 a.C. i Romani assalirono e conquistarono il campo di Annone[15];
- altra battaglia di Benevento del 1266, quando vi fu sconfitto e vi morì Manfredi di Svevia[15].

Romualdo II duca longobardo di Benevento, nel 726 concedeva ai beneventani il diritto di pescare nel fiume.
La concessione fu confermata da Radelchi I nel luglio dell'839.
Giovanni Cotta (1480-1510) così lo cantò: "Ocelle Fluminum Calor, Calor pulcer/Calor bonorum cura amorque nynfarum/Quem caeruleun fovens caput sino blando/Montella secum amore vicit aeterno.
Il 24 luglio 1506 è ricordato in una cronaca dell'epoca (del notaio Marino De Maurellis) un episodio relativo al fiume: le acque erano divenute torbide e i pesci risalivano alla superficie facendosi facilmente catturare dalla popolazione di Benevento. In quel periodo il fiume aveva una notevole portata d'acqua, tanto da permettere alle zattere e barche il transito sino al Volturno.

## Le acque

### Le sorgenti e la captazione per l'Acquedotto Pugliese

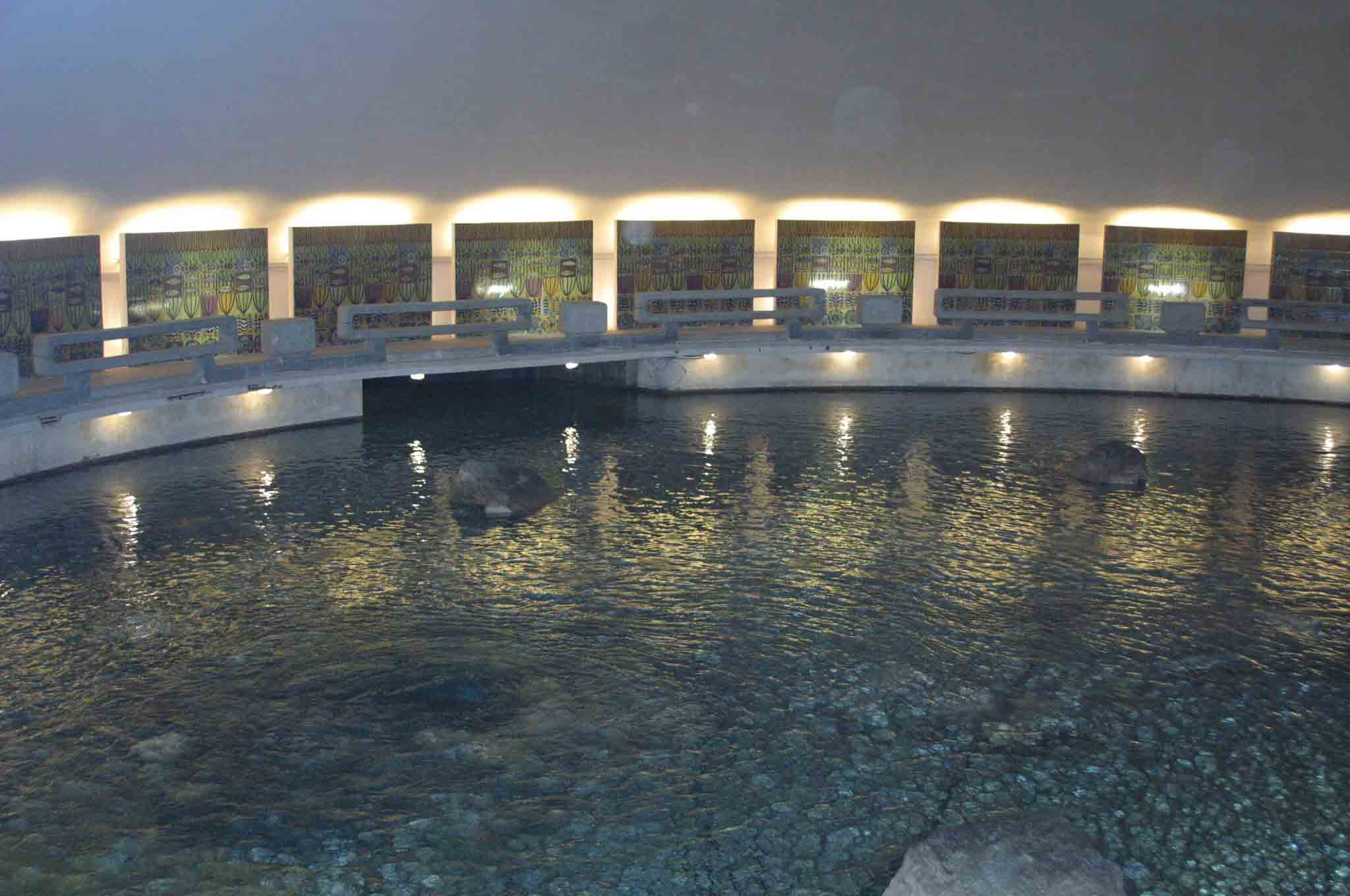
Vasca di raccolta della sorgente Pollentina, coperta da una cupola per preservare l'ossigenazione dell'acqua.

Le sorgenti del fiume si trovano nei comuni di Montella e Cassano Irpino. Le caratteristiche geolitologiche dei Picentini (costituiti da calcari, calcari detritici e dolomitici) portano ad una elevata permeabilità, ancor più accentuata da fenomeni carsici molto evoluti; il fatto di essere circondati da terreni argillosi altamente impermeabili permette una infiltrazione fino in profondità delle acque meteoriche all'interno dell'acquifero dei Picentini, che diventano così degli enormi depositi idrici, i quali vanno a formare le sorgenti di Sele, Destra Sele, Calore Irpino e Sabato-Serino sotto la pressione dell'acqua proveniente dall'alto.
L'alto corso del fiume è alimentato da tre gruppi sorgentizi siti nei comuni di Montella e Cassano Irpino: 
- le sorgenti Pollentina e Peschiera, a Cassano, con una portata di circa 1000 o 1600 L/s, a seconda della fonte, che alimenta gli acquedotti pugliese e Alto Calore; vi è stato dedicato un francobollo nel 2019, nell'ambito della serie tematica Patrimonio naturale e paesaggistico[20];
- le sorgenti Bagno della Regina, a Montella (ma erroneamente incluse insieme alle precedenti in un unico gruppo sorgentizio di Cassano, causa la vicinanza), dalla simile portata di circa 1000 o 1600 L/s; queste formavano, precedentemente rispetto alla captazione, un laghetto;
- le sorgenti Prete o Lavatoio e Peschiera, a Cassano, con una portata di circa 300 L/s.[21][22]

Queste acque sono captate ed immesse nell'acquedotto del Basso Calore che con un tunnel trasferisce le acque nell'acquedotto pugliese a Caposele.
Già in età antica i Romani avevano costruito degli acquedotti che portavano le acque dal bacino imbrifero dei Picentini, dalle sorgenti del Sabato e di Serino, rispettivamente alla flotta di stanza e, in età augustea, alla Piscina Mirabilis, entrambe a Miseno. Le condotte di età augustea, attraverso delle ramificazioni, portavano acqua a Neapolis, Puteoli, Nola, Atella, Cumae, Acerrae e Baiae. Nel II-III secolo, un acquedotto Sannitico portava anch'esso acque dal Serino a Avellino e Benevento.
Dopo molti secoli di sostanziale scarsità d'acqua per la Puglia, nel 1847 Ferdinando II di Borbone nomina una commissione, tra cui c'è Antoine César Becquerel, per studiare le possibilità per rifornire di acqua potabile la regione, scartate dal governo borbonico per i costi. L'avanzare delle richieste pugliesi e il succedersi di varie proposte porterà poi allo spostamento del problema da una dimensione comunale a provinciale, interprovinciale e infine statale: si andrà a costituire il nucleo di quella che poi sarà la società di gestione dell'acquedotto pugliese, che ancor prima di completare il suo canale di adduzione principale da Caposele (1915), inizierà ad interessarsi nel 1902 alle acque del Calore Irpino, con una prima istanza di prelevamento, poi caduta per l'aver sottostimato le necessità idriche pugliesi. Dopo l'interessamento verso le sorgenti della destra del Sele, l'attenzione ritornò su quelle del Calore per la loro quota altimetrica più alta, che consentiva un più facile trasporto verso il condotto principale.
A partire dal 1964 le acque del Calore sono captate nei comuni di Montella e Cassano Irpino e convogliate a Caposele, nel canale principale dell'Acquedotto pugliese (galleria Pavoncelli), tramite una galleria di circa 16,2 km.
Nel 1975, una pubblicazione della SVIMEZ sull'utilizzazione delle risorse idriche nel Mezzogiorno forniva una quantificazione sommaria delle disponibilità idriche regionali, che evidenziava come nel 1950, quindi prima della captazione delle acque del Calore, la disponibilità di acqua per usi civili in Puglia era di 4000 L/s nel complesso, con questa stima che si riferiva interamente alla portata al 1950 del ramo principale dell'Acquedotto pugliese, non considerando le fontane comunali che attingevano a sorgenti locali; la disponibilità media giornaliera per abitante variava (a seconda dei comuni, forniti o meno di acquedotto) tra i 107 e i 108 L/abitante al giorno, in un contesto storico che considerava i normali fabbisogni idrici tra i limiti inferiore e superiore di 100 e 250 L/ab. al giorno. Al 1965, quindi dopo le opere di adduzione, la stima della disponibilità idrica complessiva per la Puglia era di 5559 L/s, con una stima della dotazione idrica della popolazione residente di 129 L/ab. al giorno. Dati del 1973 che riportavano una disponibilità effettivamente in atto stimavano una dotazione per la popolazione residente di 172 L/ab. al giorno, 55% circa del fabbisogno ipotizzato, e una disponibilità idrica complessiva per la Puglia di 7750 L/s (che con l'aggiunta di 400 L/s destinati ai comuni di Matera e Miglionico davano il dato reale di portata dell'Acquedotto pugliese di 8150 L/s).
Le analisi condotte per la compilazione del Piano di Gestione del Distretto Idrografico dell'Appenino Meridionale hanno portato a stimare i trasferimenti idrici interregionali, tra i quali quelli delle due sorgenti di Cassano Irpino: 39,2 e 4,95 Mm3 annui dalla Campania alla Puglia.
In totale 3200 litri al secondo sono trasferiti all'Acquedotto pugliese.

### Regime
Caratterizzato da un bacino di raccolta assai ampio (3.058 km², oltre la metà di quello totale del Volturno), dalla discreta permeabilità e ricco di sorgenti, il Calore ha una notevole portata d'acqua alla foce (33,650 m³/s, il quarto del sud-Italia dopo Volturno, Sele e Crati), pur risentendo in maniera pesante di una certa irregolarità di regime e di un pesante sfruttamento delle sue acque.

### Gli affluenti
Secondo l'Elenco delle Acque Pubbliche stilato dal settore provinciale del genio civile di Avellino nel 1900 ed aggiornato successivamente (fino al 1993), nel territorio della medesima provincia le acque che confluiscono nel Calore sono, da monte a valle, con tra parentesi il comune e il territorio di pertinenza:
sulla destra, le acque del lago dell'Acina e del vallone Calendo o di San Lorenzo (Bagnoli Irpino), il vallone Paterno, i valloni Gorgone e d'Avella (Montella), il vallone Faitano (Castelfranci), il vallone le Nocelle o Pescarelle (Paternopoli), il torrente Fredane (che raccoglie i valloni di una parte dell'Irpinia centrale), il vallone Mirabella, Fontanello o Piedamonto (Taurasi e Mirabella Eclano), il vallone dei Morti (Mirabella, Bonito) e il vallone Terre Franche (Bonito). Ultimo e principale affluente di destra nella provincia (nell'intero percorso secondo solo al Tammaro) è l'Ufita, in quanto raccoglie le acque della propria valle, di quella del Miscano e del torrente Fiumarella con i propri valloni (Baronia e Ariano);
alla sinistra, il vallone Acque Negre e il vallone Surivello o Sorbitiello (Montella), il vallone Sullitto, il canale emissario della sorgente Bagno e delle sorgenti Pollentina, Pollentinella e Peschiera (Cassano Irpino), il vallone Saracena (Montemarano), il vallone Chianzano (Castelvetere, Montemarano), il vallone Rimolise (Castelvetere), il vallone Lucello e Campar (Lapio, S. Mango S.C.), il vallone Ferruni delli Verni (Montemiletto, Lapio), il vallone Isca e il vallone dell'Erte (Montemiletto), il vallone Palatella (Torre Le Nocelle) e il vallone delle Mele (Pietradefusi). Il fiume Sabato, che raccoglie il bacino idrico ad ovest del Terminio-Cervialto e il torrente Serretelle con il vallone Pannarano (Roccabascerana), dalla zona del Partenio e della valle Caudina, hanno la loro origine nella provincia di Avellino, ma si immettono nel Calore in comune di Benevento.
Superato il confine interprovinciale, secondo l'Elenco delle Acque Pubbliche stilato dal Ministero dei Lavori Pubblici ed approvato nel 1899 da Umberto I vi si immettono, da monte a valle, con tra parentesi il comune e il territorio di pertinenza:
sulla destra, i valloni Terre Franche e Sant'Andrea (Apice), il già citato Ufita, che in questo elenco è affluente del Miscano ma in realtà percorre i suoi ultimi chilometri in provincia di Benevento (Valle del Miscano), il Tammaro, affluente principale con ampio un bacino (Valle del Tammaro) comprendente anche quelli di Tammarecchia, Tamaricchio e Sassinora, i valloni Fiscarello e Malecagna e relativi drenaggi (Benevento), il vallone Fontana San Martino (Torrecuso), il torrente Reventa e il suo bacino (Fragneto Monforte, Torrecuso, Ponte), il torrente La Lenta (o Lenta, o Alente) (Cerreto Sannita, San Lupo, Pontelandolfo, Casalduni, Ponte), il fosso Fornace (Casalduni, Ponte), il torrente Ferrarise, il vallone del Lago e il Torrente Santa Maria (o Coste Ianare o Ianare) (S. Lupo, San Lorenzo Maggiore), il torrente Rio (Guardia Sanframondi, S. Lorenzo M.), il torrente Gradelle o Ratello con il suo bacino di drenaggio (Guardia S., Castelvenere, Solopaca), il fiume (o rio) Grassano con il suo affluente torrente Seneta (Guardia S., Castelvenere, San Salvatore Telesino, Telese Terme);
sulla sinistra, il vallone delle Mele e suoi influenti valloni di San Giorgio e di Cucciano (San Nazzaro, San Giorgio la Montagna, Calvi), il vallone Lario e influenti Coppacurto e Pisciariello (S. Giorgio l. M.), il torrente San Nicola e influenti (Benevento, San Nicola Manfredi, Sant'Angelo a Cupolo, San Martino Sannita), il fiume Sabato con gli affluenti della sua bassa valle (valloni Le Fratte, San Martino e Mazzapecora e rio di Ceppaloni) in provincia (Arpaise, Ceppaloni, San Nicola Manfredi, Sant'Angelo a Cupolo, San Leucio del Sannio, Benevento), il torrente Serretella (o Corvo o vallone Pannarano) e influenti, che drena la parte nord-ovest della Valle Caudina (Pannarano, Roccabascerana, San Martino Valle Caudina e Montesarchio) e i comuni di San Leucio, Apollosa, Castelpoto e Benevento, il torrente Tufarello o Lossauro (Apollosa, Castelpoto), il torrente Jenga ed Asciello e affluenti a drenare la Valle Vitulanese, il vallone Il Gesso (Foglianise, Torrecuso, Benevento), il vallone Pescatore (Casalduni, Torrecuso), il vallone Secco (Solopaca, Foglianise), il vallone Saucolo (Solopaca) ed infine il vallone Vellano (Solopaca, Melizzano).

| POS. | Fiume   | Lunghezza (km) | Bacino (km2) | Portata (m3/s) |
| ---- | ------- | -------------- | ------------ | -------------- |
| 1    | Tammaro | 78             | 793          | 10,791         |
| 2    | Sabato  | 50             | 467          | 4,208          |
| 3    | Ufita   | 49             | 479          | 2,740          |
| 4    | Jenga   | 10             | 88           | 0,447          |
| 5    | Altri   | /              | 1231         | 15,284         |
|      | Totale  | 108            | 3058         | 33,650         |

### Portata

#### Portata media mensile
Dati portata Fiume Calore (Stagione 2013).

### Le piene
In autunno e inverno a causa delle precipitazioni sono dunque frequenti e imponenti le piene (talvolta disastrose come accaduto il 2 ottobre del 1949, alle ore 5.30 e nella notte tra il 14 ed il 15 ottobre 2015, quando venne alluvionata per gran parte la città di Benevento); al contrario in estate il fiume rimane a tratti impoverito della sua portata a causa delle pesanti captazioni delle sue acque. La portata durante l'alluvione del 2015 ha toccato a Benevento i 2.200 m³/s.

## Geografia antropica

### Comuni attraversati

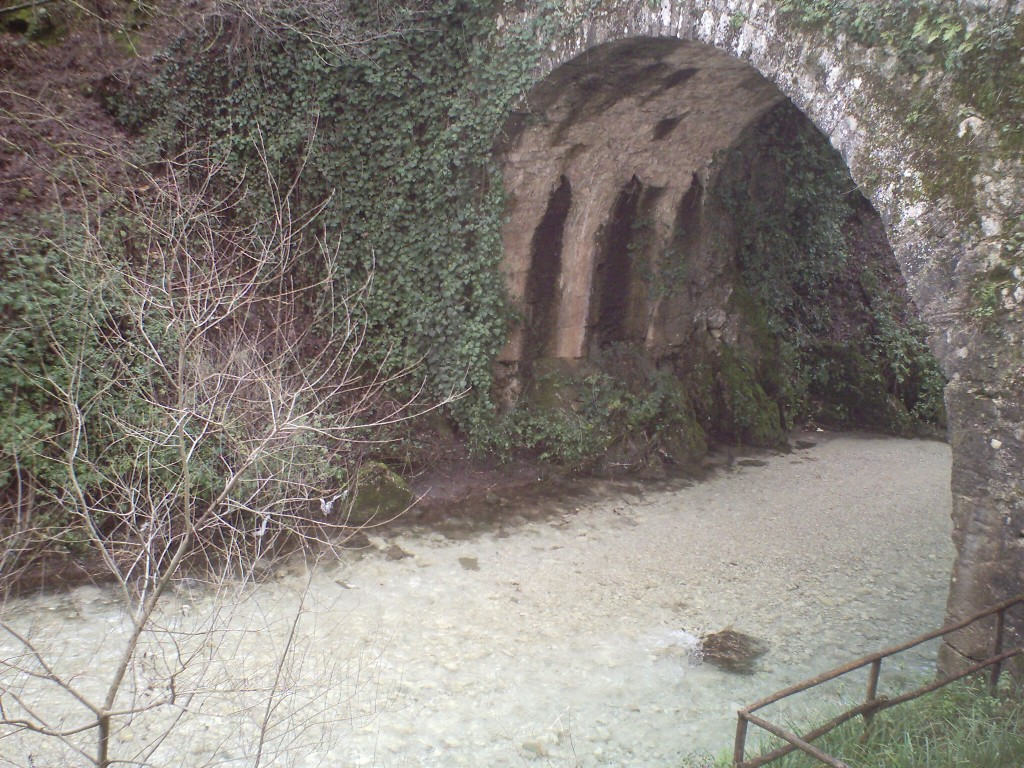
Il Calore sotto il ponte romano della Lavandara a Montella

Il Calore scorre per i primi 43 km nella provincia di Avellino e per altri 65 km nella provincia di Benevento, attraversando o lambendo i seguenti comuni:
 Provincia di Avellino
- Montella
- Cassano Irpino
- Nusco
- Montemarano
- Castelfranci
- Paternopoli
- Castelvetere sul Calore
- San Mango sul Calore
- Luogosano
- Lapio
- Taurasi
- Montemiletto
- Torre Le Nocelle
- Mirabella Eclano
- Venticano

 Provincia di Benevento
- Calvi
- Apice
- Sant'Arcangelo Trimonte
- San Giorgio del Sannio
- Paduli
- San Nicola Manfredi
- Benevento
- Castelpoto
- Foglianise
- Torrecuso

 Provincia di Benevento
- Ponte
- Paupisi
- San Lorenzo Maggiore
- Vitulano
- Guardia Sanframondi
- Solopaca
- Castelvenere
- Telese Terme
- Melizzano
- Amorosi

### Infrastrutture
Il tratto tra Cassano Irpino e Castelfranci della SS164 si accompagna in fondovalle al Calore, così come da Cassano a Taurasi fa la ferrovia Avellino-Rocchetta Sant'Antonio.
Dalla stazione di Apice-Sant'Arcangelo-Bonito fino alla confluenza nel Volturno vi si accompagna la ferrovia Napoli-Foggia, la cui progressiva però segue il verso opposto; l'unica parte che fa eccezione è in corrispondenza del vecchio sedime ferroviario, sostituito da una tratta in galleria tra la stazione di Vitulano-Foglianise e Benevento Centrale, dove sul terrazzo fluviale è stata inaugurata nel 2007 la pista ciclopedonale "Paesaggi Sanniti".
Dalla vecchia origine della SS372 (in corrispondenza dello svincolo con la SS88) fino all'uscita di Telese Terme la stessa Telesina accompagna il fiume, insieme alla più vecchia strada provinciale Telesina (SP 106).